# Orchestra Sinfonica di Tokyo
L'Orchestra Sinfonica di Tokyo (東京交響楽団?, Tōkyō Kōkyō Gakudan), o OST, fu fondata nel 1946 come la Orchestra Sinfonica di Toho (東宝 交響 楽 団). Assunse il nome attuale nel 1951.
Con sede a Kawasaki, l'OST si esibisce in numerose sale da concerto ed è l'orchestra di alcune produzioni al Nuovo teatro nazionale di Tokyo, il principale teatro d'opera della città. Offre serie di concerti in abbonamento presso la sua sede, la Muza Kawasaki Symphony Hall e la Suntory Hall, la Concert Hall del Tokyo Metropolitan Theatre e della Tokyo Opera City (tutte a Tokyo).
L'orchestra ha registrato la colonna sonora del videogioco Star Fox: Assault. Ha anche eseguito la colonna sonora del film del 1984 Il ritorno di Godzilla.

## Direttori d'orchestra e Direttori musicali
- Jonathan Nott (settembre 2014 – )
- Hubert Soudant (2004 – agosto 2014)
- Kazuyoshi Akiyama (1964 – 2004)
- Masashi Ueda (1945 – 1964)
- Hidemaro Konoe